# 龍鳳喜迎春
《龍鳳喜迎春》是香港亞洲電視製作的8集短篇古裝電視劇亦是1989年亞洲電視的賀歲劇集，監製李元科。本劇於1989年2月首播，是亞視在2月13日啟用新綵帶台徽、黃金台易名為本港台前的最後一部首播劇集。由伍衛國、雪梨、潘銑怡、甘山、江圖、羅樂林、蔡國慶等人主演。

## 劇情簡介
包申義是巫溪縣工會代表，常為勞工爭取權益。當地常姓富商經營的常寶齋時常剝削工人，常家大小姐常青春更是潑辣蠻橫，時與包申義衝突，互相看不順眼。經過一連串摩擦，兩人漸漸發現對方也有可愛的一面，歡喜冤家終於結為夫婦。

## 演員表
- 伍衛國 飾 包申義
- 雪梨 飾 常青春
- 潘銑怡 飾 呂明慧
- 甘山 飾 巫所為
- 蔡國慶 飾 周時威
- 羅樂林 飾 嚴三
- 江圖 飾 陳百彈
- 韓江 飾 錢萬利
- 伍永森 飾 屈仁
- 淩文海 飾 艾德壽
- 鄭雷 飾 費士林
- 熊德誠 飾 玉皇大帝
- 梁漢威 飾 財神
- 陳植槐 飾 灶君
- 佘文炳 飾 月老
- 丁櫻 飾 喜神
- 阮令濤 飾 馮成
- 徐寶鳳 飾 常可愛
- 轅依玲 飾 常美麗
- 良鳴 飾 常定榮
- 楊嘉諾 飾 安子貢
- 梁舜燕 飾 包武氏
- 馮素波 飾 艾寶黛
- 邵音音 飾 潘金蓮
- 馮真 飾 安嬸
- 曹達華 飾 安本份
- 苑麗瓊 飾 費蘭絲
- 江威 飾 亞牛
- 駱慧貞 飾 表妹